# Katarské námořnictvo
Katarské námořnictvo je součástí ozbrojených sil Kataru. Patří mezi malá námořnictva, přičemž jeho jádro tvoří raketové a hlídkové čluny. Roku 2016 však byla objednána řada nových plavidel, včetně raketových korvet a vrtulníkové výsadkové lodě, což přinese razantní posílení schopností celého námořnictva.

## Historie
Katarské námořnictvo vzniklo roku 1971. V prvních letech disponovalo pouze menšími hlídkovými plavidly. V letech 1982–1983 námořnictvo získalo tři raketové čluny třídy Damsah francouzského typu La Combattante III. Ty představovaly, spolu s šesti hlídkovými čluny Vosper Thornycroft katarské floty 80.–90. let. V letech 1996–1998 katarské námořnictvo výrazně posílily čtyři raketové čluny třídy Barzan, patřící do typové rodiny Vita britské loděnice Vosper Thornycroft.
V posledních letech Katar usiluje o výrazné posílení svého námořnictva. Roku 2012 bylo objednáno šest nových hlídkových lodí odvozených od turecké třídy Tuzla. Země však měla zájem o pořízení daleko silnějších raketových korvet, např. nizozemského typu Sigma. Nakonec v červnu 2016 u italské loděnice Fincantieri objednalo stavbu celkem sedmi nových válečných lodí – jedné vrtulníkové výsadkové lodě (podobné alžírské Kalaat Béni Abbès), čtyř korvet třídy Doha a dvou oceánských hlídkových lodí třídy Musherib. Hodnota kontraktu je 4 miliardy Euro. Stavba má proběhnout v letech 2018–2023.
V březnu 2016 navíc země objednala pozemní pobřažní obranný systém využívající protilodních střel MM.40 Exocet Block III a Marte ER.

## Složení

### Korvety

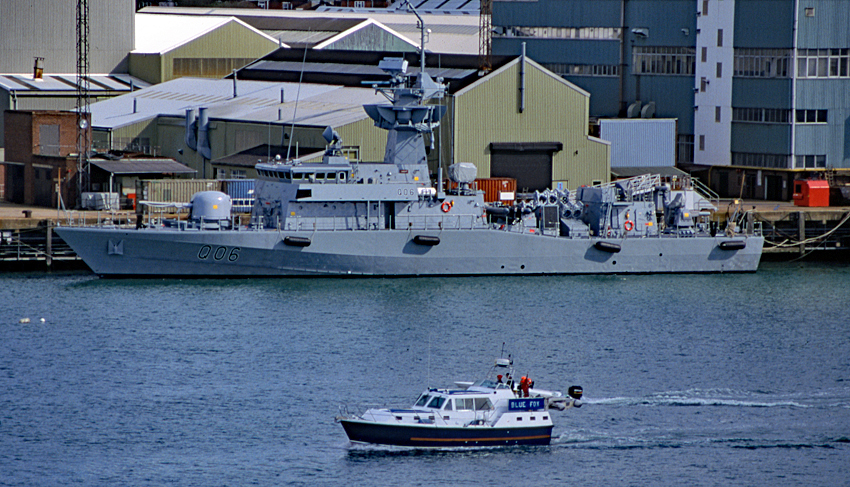
Raketový člun Al Udeid (Q06)

- Třída Doha
  - Al Zubarah (F101)
  - Damsah (F102)
  - Al Khor (F103)
  - Semaisma (F104)

### Raketové čluny
- Třída Barzan
  - Barzan (Q04)
  - Huwar (Q05)
  - Al Udeid (Q06)
  - Al Deebel (Q07)

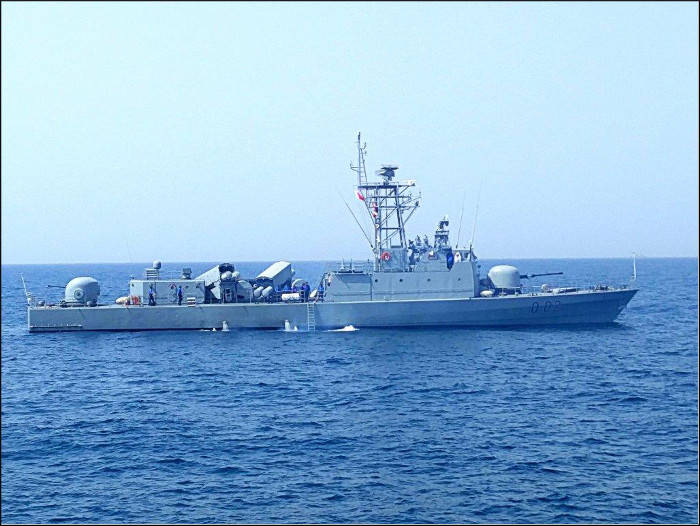
Al Ghariyah (Q02)

- Třída Damsah (La Combattante III, 3 ks)[5]
  - Damsah (Q01)
  - Al Ghariyah (Q02)
  - R’Biva (Q03)

### Oceánské hlídkové lodě
- Třída Musherib – díky silné výzbroji fakticky raketové čluny, či lehké korvety
  - Musherib (Q61)
  - Sheraouh (Q62)

### Hlídkové čluny
- Třída Tuzla (6 ks)
- Třída Barzan (6 ks – Barzan, Hwar, That Assuari, Al Wusaail, Fateh al Khair, Tariq)

### Výsadkové lodě
- Al Fulk (L141) – Amphibious Transport Dock

- Třída Ç-151 – tanková výsadková loď
  - Fuwairit (QL-80)

- Třída Broog – výsadková člun (LCM)
  - Broog (QL-40)
  - Ishat (QL-41)

- Třída Al-Aaleya – výsadková člun (LCVP)
  - Al-Aaleya (QL-15)

### Cvičné lodě
- Třída Al Doha (2 ks)
  - Al Doha (QTS-91)
  - Al Shamal (QTS-92)

## Plánované akvizice
- 2× Rychlý útočný člun typu FAC 50 turecké loděnice Dearsan Gemi İnşa Sanayi. Objednána během veletrhu DIMDEX 2024 od Dearsan v březnu 2024.[6]
- 2× miniponorka typu M23[7][8][9]